# Норт Кенсингтон (Мериленд)
Норт Кенсингтон (енгл. North Kensington) насељено је место без административног статуса у америчкој савезној држави Мериленд.

## Демографија
По попису из 2010. године број становника је 9.514, што је 574 (6,4%) становника више него 2000. године.
| Група             | 2000.         | 2010.         |
| Белци             | 5.355 (59,9%) | 4.961 (52,1%) |
| Афроамериканци    | 1.190 (13,3%) | 1.191 (12,5%) |
| Азијати           | 774 (8,7%)    | 959 (10,1%)   |
| Хиспаноамериканци | 1.348 (15,1%) | 2.100 (22,1%) |
| Укупно            | 8.940         | 9.514         |